# Stakeout
Stakeout (bra: Tocaia; prt: Debaixo de Olho) é um filme de 1987 dirigido por John Badham e estrelado por Richard Dreyfuss, Emilio Estevez, Madeleine Stowe, Aidan Quinn, e Forest Whitaker. Embora a história se passa em Seattle, Washington, o filme foi filmado em Vancouver, Colúmbia Britânica.
O roteiro foi escrito por Jim Kouf, que ganhou um Edgar Award em 1988 por seu trabalho.
A sequência, Another Stakeout, foi lançado em 1993.

## Enredo
Os detetives Chris Lecce e Bill Reimers são designados para o turno da noite em uma emboscada da garçonete latina Maria Maguire. O ex-namorado de Maria Richard "Stick" Montgomery escapou de uma prisão na sequência de uma briga com vários guardas. O FBI pede a sua plena cooperação na captura de Montgomery. Eles também começam a perceber que seu primo está ajudando-o a ir para Seattle. Os oficiais companheiros de Pismo e Coldshank começam a brincar sobre Chris e Bill durante o turno do dia.
Montgomery liga Maria, mas a linha é cortada para que Chris e Bill possa rastrear suas ligações. Ele tem uma grande quantidade de dinheiro que ele secretamente escondeu em uma poltrona antes de seu encarceramento. Lecce e Reimers espionam Maria, esperando que Montgomery apareça em sua porta para que eles possam prendê-lo. Lecce está passando por um divórcio com sua esposa. Ele chega em casa e descobre que ela se mudou e tomou o seu mobiliário, deixando-o em desespero. Lecce finge ser um jogador na linha telefônica, a fim de chegar perto de Maria. Ele também ajuda a seu irmão Ray conseguir um emprego, para ele sair de atividades criminosas, e ter uma vida normal.
Quando Lecce se apaixona por Maria, a polícia de Seattle suspeita dele como um dos aliados de Montgomery. Enquanto dormindo na cama de Maria, Montgomery invade sua casa e mata Lecce, atirando-o no rosto. Lecce acorda e descobre que era um pesadelo. Não sendo só isso, ele descobre que ele dormia, e deve sair de casa sem ser visto. Chris atravessa o bairro de Maria sem ser capturado pela polícia, até que Bill o salva no último minuto. Na delegacia, Bill repreende por dormir com Maria, mas Chris promete que ele vai dizer-lhe a verdade de quem ele realmente é. Bill lembra Chris que ele é um bom policial que cometeu um erro. Montgomery e seu primo, Caylor, se encontram com vários oficiais esperando por eles fora de Seattle, provocando um tiroteio e tendo seu carro colidindo com o rio. Montgomery consegue escapar do veículo antes dele afundar.
Lecce diz seu segredo a Maria, mas ela começa a ficar chateada, apenas para correr até Montgomery, que sobreviveu. Montgomery diz para Chris e Maria que ele escondeu meio milhão de dólares em um sofá que ele comprou para ela os anos antes. Ele estava esperando que ele e Maria tivesse uma grande vida juntos no Canadá, mas Lecce arruinou-lo tudo para eles. Depois de capturar Reimers, Montgomery planeja a execução dele e de Lecce. O clímax do filme ocorre em uma fábrica de papel, onde Lecce e Montgomery tem um tiroteio, resultando em Montgomery sendo baleado no peito. Chris, graças a Maria, tem sua vida salva, justamente quando Montgomery estava indo para matá-lo. Maria e Lecce começam a ter um relacionamento.

## Bilheteria
O filme estreou em 1 º lugar nas bilheterias. Ele faturou 65,6 milhões de dólares no mercado interno, classificando o como o oitavo filme de maior bilheteria do ano.

## Crítica
O filme tem aclamação pela crítca profissional. Atualmente no Rotten Tomatoes a pontuação é de 83%, que baseou-se em 13 críticas recolhidas.

## Elenco
| Ator              | Papel                       |
| ----------------- | --------------------------- |
| Richard Dreyfuss  | Chris Lecce                 |
| Emilio Estevez    | Bill Reimers                |
| Madeleine Stowe   | Maria McGuire               |
| Aidan Quinn       | Richard 'Stick' Montgomery  |
| Dan Lauria        | Phil Coldshank              |
| Forest Whitaker   | Jack Pismo                  |
| Ian Tracey        | Caylor Reese                |
| Earl Billings     | Capitão Giles               |
| Jackson Davies    | Agente Lusk do FBI          |
| J.J. Makaro       | B.C.                        |
| Scott Andersen    | Reynaldo McGuire            |
| Tony Pantages     | Tony Harmon                 |
| Beatrice Boepple  | Carol Reimers               |
| Kyle Wodia        | Jeffrey Reimers             |
| Jan Speck         | Kelly McDonald              |
| Kim Kondrashoff   | Billy Steeks                |
| Gary Hetherington | Prison Doctor               |
| Don MacKay        | Prison Officer              |
| Don S. Davis      | Prison Gate Guard           |
| Roger Dean        | Prison First Guard          |
| David Brass       | Cafe Waiter                 |
| Elizabeth Bracco  | Bar Waitress                |
| Denalda Williams  | Farol Bernie                |
| Norma Matheson    | Paramédico 1                |
| Blu Mankuma       | Paramédico 2                |
| Lossen Chambers   | Supermarket Cashier         |
| Lloyd Berry       | Gas Station Attendant       |
| Winston           | (ele mesmo)                 |
| Chris J. Clayton  | Pool Player (não creditado) |